# 1849 en littérature
| Années de la littérature : 1846 - 1847 - 1848 - 1849 - 1850 - 1851 - 1852    |
| Décennies de la littérature : 1810 - 1820 - 1830 - 1840 - 1850 - 1860 - 1870 |

Cet article présente les faits marquants de l'année 1849 en littérature.

## Événements
- 11 janvier : le duc de Noailles est élu à l'Académie française. Aux élections académiques, Victor Hugo a donné sa voix à Balzac.
- 18 janvier : Alexis de Saint-Priest est élu à l'Académie française. Victor Hugo a donné, une fois encore, sa voix à Balzac.
- 8-17 septembre : Victor Hugo et Juliette Drouet entreprennent un court voyage. Compiègne, Montdidier, Moreuil, Amiens, Ailly-le-Haut-Clocher, Abbeville, Saint-Valery-sur-Somme, Le Tréport, Dieppe, Beauvais, Clermont, Paris.

- 3 octobre : Edgar Allan Poe est trouvé dans les rues de Baltimore délirant, "en grande détresse, et... ayant besoin d'une assistance immédiate".

- Le Who's Who est publié pour la première fois au Royaume-Uni.

## Presse
- 1er octobre : dans L'Événement, Adèle Hugo publie un article sur la dernière année de la vie de Mme Dorval.

- La Tribune des Peuples, périodique créé par Adam Mickiewicz.

## Parutions

### Essais
- Henry David Thoreau, la Désobéissance civile et Une semaine sur les fleuves Concord et Merrimac.
- Auguste Romieu, De l'Administration sous le régime républicain, éd. Plon & Fr.

### Romans
- François-René de Chateaubriand : Les Mémoires d'outre-tombe.
- Fiodor Dostoïevski : Nétotchka Nezvanova roman inachevé.
- Alexandre Dumas : Le Collier de la Reine.
- Paul Féval : Les Belles-de-nuit ou les Anges de la famille, commence à paraître en feuilleton.
- Alphonse de Lamartine : Confidences, contenant l’épisode célèbre de Graziella.
- Alphonse de Lamartine : Raphaël.
- George Sand : La Petite Fadette.

### Théâtre
- 17 août : reprise de Marie Tudor de Hugo.

- Christian Friedrich Hebbel - Der Rubin.
- Musset : On ne saurait penser à tout.
- Gaspar Núñez de Arce - Amor y Orgullo.
- Eugène Scribe - Adrienne Lecouvreur.

## Principales naissances

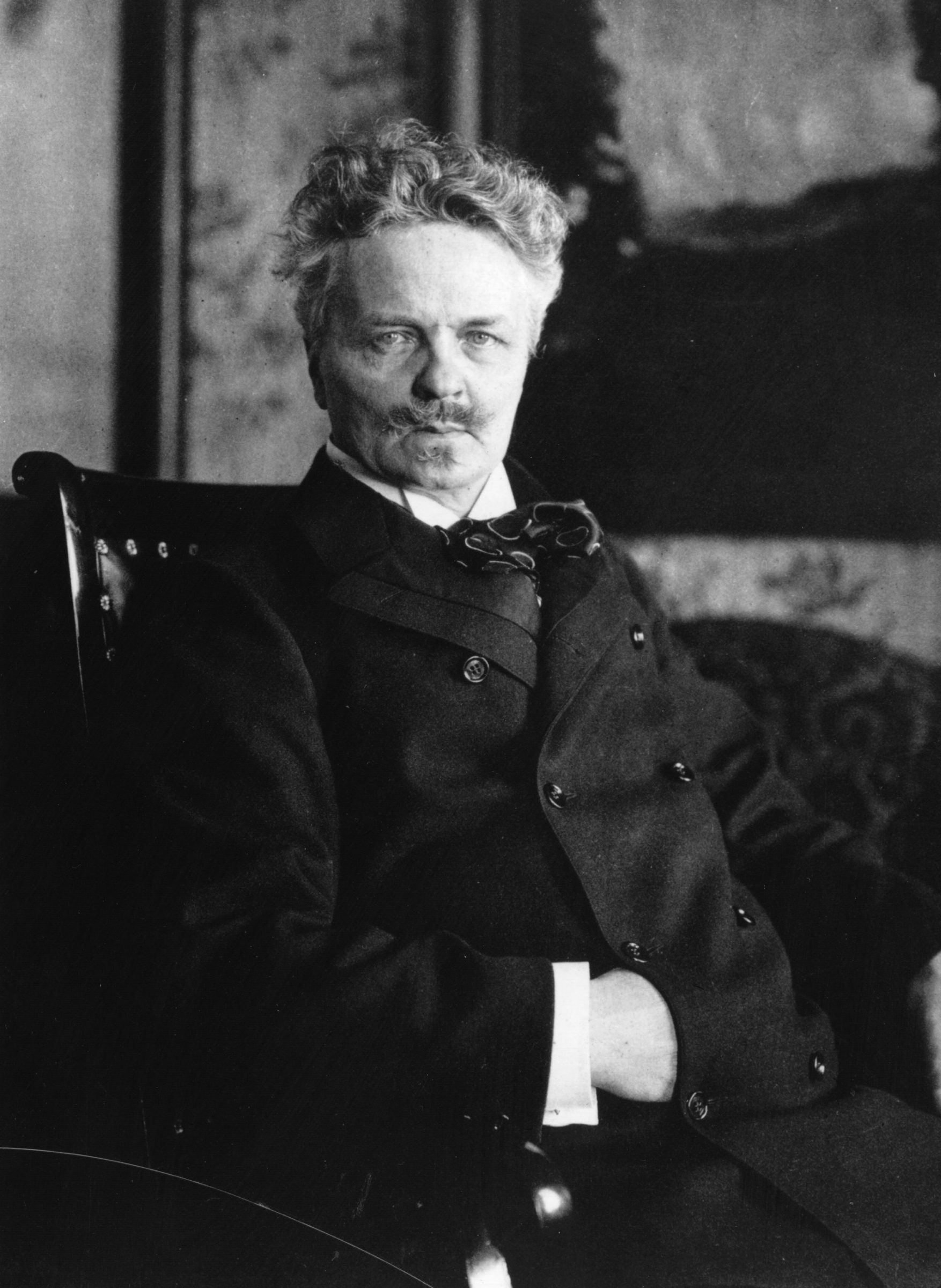
August Strindberg

- 22 janvier : August Strindberg, écrivain, dramaturge et peintre suédois († 6 avril 1906).
- 18 février : Alexander Kielland, auteur norvégien († 14 mai 1912).
- 22 juillet : Emma Lazarus, poétesse américaine († 14 mai 1912).
- 23 août : William Ernest Henley, poète, critique littéraire et éditeur britannique († 11 juillet 1903).
- 7 octobre : William Ernest Henley, écrivain et poète américain († 22 juillet 1916).
- 24 novembre : Frances Hodgson Burnett, romancière anglaise († 24 octobre 1924).

## Principaux décès
- 8 février : France Prešeren, poète slovène (° 3 décembre 1800).
- 11 mai : Juliette Récamier, qui tint à Paris un célèbre salon littéraire sous le premier Empire (Madame de Staël, Chateaubriand et Benjamin Constant) (° 1777).
- 22 mai : Maria Edgeworth, romancière et moraliste anglo-irlandaise (° 1er janvier 1767).
- 28 mai : Anne Brontë, femme de lettres britannique (° 17 janvier 1820).
- 6 juillet : Goffredo Mameli, poète et patriote italien (° 5 septembre 1827).
- 31 juillet : Sándor Petőfi, poète hongrois (° 1er janvier 1823).
- 21 septembre : Ricard de Saint-Hilaire, poète français (° 1779)
- 7 octobre : Edgar Allan Poe, écrivain et poète américain, 40 ans (° 19 janvier 1809).
- Jan Holly, poète slovaque (° 1785).